# Hugo Galeano
Pour les articles homonymes, voir Galeano.
Hugo Galeano, né le 26 août 1964 à Medellín (Colombie), est un footballeur colombien, évoluant au poste de défenseur gauche ou milieu défensif. Au cours de sa carrière du milieu des années 1980 au début des années 2000, il joue notamment au Deportes Quindío, à Millonarios, à Junior et au Charlotte Eagles.
Il compte également quatorze sélections pour zéro but inscrit en équipe de Colombie entre 1991 et 1997.

## Carrière
- 1984 : Deportes Quindío
- 1985-1991 : Millonarios
- 1992 : Junior
- 1993 : Millonarios
- 1994-1998 : Junior
- 1996-1997 : →  Deportivo Unicosta
- 2002-2003 : Charlotte Eagles [2]

## Palmarès

### En équipe nationale
- 14 sélections et 0 but avec l'équipe de Colombie entre 1991 et 1997

### Avec Millonarios
- Vainqueur du Championnat de Colombie de football en 1987 et 1988

### Avec l'Atlético Junior
- Vainqueur du Championnat de Colombie de football en 1995